# Houssay (Mondkrater)
Houssay ist ein Einschlagkrater auf dem Mond in der Nähe des Mondnordpols.
Der Krater überlagert den nördlichen Wall von Nansen. Dort gibt es ein permanent beschattetes Gebiet von zirka 116 {\displaystyle \mathrm {km} ^{2}}.
Im Jahre 2009 wurde der Krater offiziell von der Internationalen Astronomischen Union nach dem argentinischen Physiologen Bernardo Alberto Houssay benannt.